# Чанчжэн-8
Чанчжэн 8 (кит. упр. 长征八号运载火箭, пиньинь Chang Zheng 8, CZ-8, буквально: «Великий поход 8», также англ. Long March 8, LM-8) — китайская орбитальная ракета-носитель, разработанная Китайской академией технологий ракет-носителей и входящая в семейство ракет-носителей «Чанчжэн-7» на «экологически чистых» компонентах топлива (керосин — кислород и водород — киcлород). Носитель способен вывести полезную нагрузку массой до 5 тонн на солнечно-синхронную орбиту высотой 700 км.

## Конструкция
«Чанчжэн-8» имеет длину 50 метров (с головным обтекателем) и стартовую массу 356 тонн. Ракета состоит из первой ступени с двумя боковыми ускорителями, переходного отсека и верхней ступени.
Центральный блок первой ступени и два боковых ускорителя «Чанчжэн-8» заимствованы у «Чанчжэн-7». Центральный блок имеет диаметр 3,35 метра и оснащен двумя кислородно-керосиновыми двигателями YF-100. Боковые ускорители имеют диаметр 2,25 метра, на каждом установлен один двигатель YF-100. Суммарная тяга всех четырёх YF-100 при старте — 480 тонн. Верхняя ступень — кислородно-водородная, диаметром 3 метра, с двумя двигателями YF-75D тягой по 8 тонн каждый, заимствована у носителя «Чанчжэн-3A». Существует также версия «Чанчжэн-8» без боковых ускорителей со стартовой массой 198 тонн, предназначенная для вывода на солнечно-синхронную орбиту нагрузок до 3 тонн. Головной обтекатель «Чанчжэн-8» имеет диаметр 4 метра и длину 12 метров.
Запланированный в будущем вариант ракеты-носителя Чанчжэн 8 будет частично многоразовым из-за возможности повторного использования первой ступени.
Первый раз ракета «Чанчжэн 8» была запущена 22 декабря 2020 года с космодрома Вэньчан. Версия без боковых ускорителей была впервые запущена 27 февраля 2022 года.

## Чанчжэн-8А
11 февраля 2025 года с площадки 201 космодрома Вэньчан состоялся первый запуск модифицированной ракеты Чанчжэн-8, получивший обозначение Чанчжэн-8А. На орбиту были выведены 9 спутников по программе создания национальной низкоорбитальной группировки спутникового интернета «Гован». Чанчжэн-8А отличается от базового варианта более мощной второй ступенью, имеющей диаметр 3.35 м, баки с совмещенным днищем и двигатели YF-75DA с увеличенной почти на тонну тягой. Стартовая масса увеличилась до 371 тонны. Также на «Чанчжэн-8А» используется головной обтекатель диаметром 5,2 метра, позволяющий разместить бо́льший объём полезной нагрузки. Эта модификация носителя способна вывести до 7 тонн на солнечно-синхронную орбиту высотой 700 км.